# Citroën C5
Citroën C5 je osobní automobil střední třídy francouzské automobilky Citroën vyráběný od roku 2001 v provedení sedan/liftback (s označením Berline) a kombi (pod označením Break, ve 2. generaci jako Tourer). V roce 2004 prošel model celkovou modernizací a faceliftem, v roce 2008 byla uvedena na trh jeho druhá generace. V roce 2010 prošla C5 drobným faceliftem, který přinesl například LED pro denní svícení a nové motory.
Na jeho platformě PF3 se vyrábí i Citroën C6 a Peugeot 407. Produkce probíhá spolu se sesterskými modely v továrně v bretaňském Rennes.
Automobil je vybaven hydropneumatickým odpružením které má č polohy-první nejnižší servisní ,druhá poloha provozní pro běžnou jízdu, třetí.terénní poloha pro opatrnou jízdu s maximální rychlostí do 40km/hod a 4. nejvyšší poloha opět servisní .V servisních polohách výhradně jen v nouzi do rychlosti 10km/hod!
Odpružení Hydractive III je inteligentní, aktivní a autoadaptabilní, k zajištění vysokého komfortu a maximální bezpečnosti. Autoadaptabilita Hydractivu III se vyznačuje automatickou změnou světlé výšky vozidla v závislosti na rychlosti a stavu vozovky. Při jízdě po kvalitní vozovce a rychlosti nad 110 km/h se světlá výška přední části sníží o 15 mm a zadní části o 11 mm. Tím se sníží těžiště vozidla, zlepší se jízdní vlastnosti a odpor vzduchu a v neposlední řadě klesne rovněž spotřeba paliva. V případě hrbolaté silnice a rychlosti nižší jako 60 km/h se pro udrženi optimálních jízdních vlastnosti C5 zvýši o 20 mm. Zdvih kol je větší a je tak zachováno jízdní pohodlí. Samozřejmostí je udržování stálé světlé výšky při různém zatížení vozidla.Navíc u C5 break najdete ovladač umístěný v zavazadlovém prostoru umožňuje při vypnutém motoru snížit nebo zvýšit práh pro nakládání a usnadnit tak rozmístění zavazadel nebo připojení přívěsu. Při spuštění zapalování se pérování vrátí do polohy pro jízdu.

## Bezpečnostní prvky
- systémy ABS, ESP, ASR, EBD, EBA, 9 airbagů, samonatáčecí světlomety, systém AFIL oznamující neúmyslné přejetí dělicí čáry.

Hodnocení bezpečnosti euro NCAP:
- 2001 – čtyři hvězdičky
- 2004 – pět hvězdiček
- 2008 – pět hvězdiček

## První generace (2001–2007)

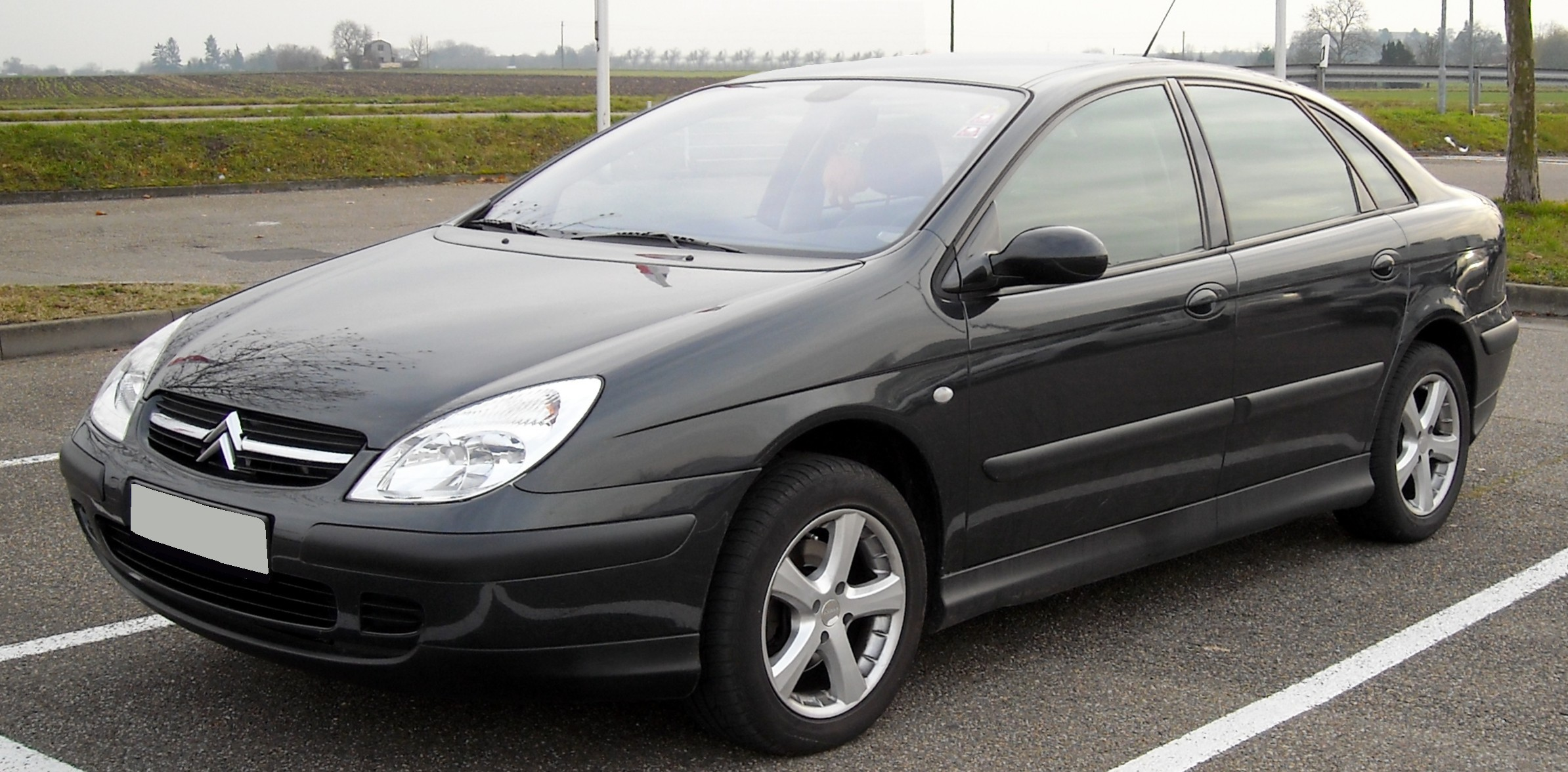
Citroën C5 (2001–2003)

Výroba první generace začala v roce 2001 a byla nabízena ve verzi liftback (pod francouzským označením Berline) a combi (Break). Motorizace vozů před faceliftem zahrnovala: benzínové 1.8i 16V, 2.0i 16V, 2.0 HPi, 3.0 V6 24V a naftové 2.0 HDi a 2.2 HDi. Vylepšené hydropneumatické odpružení pod označením Hydractive 3 používá elektronické senzory pro snímání výšky oproti staršímu systému s mechanickými korektory.

### Facelift 2004

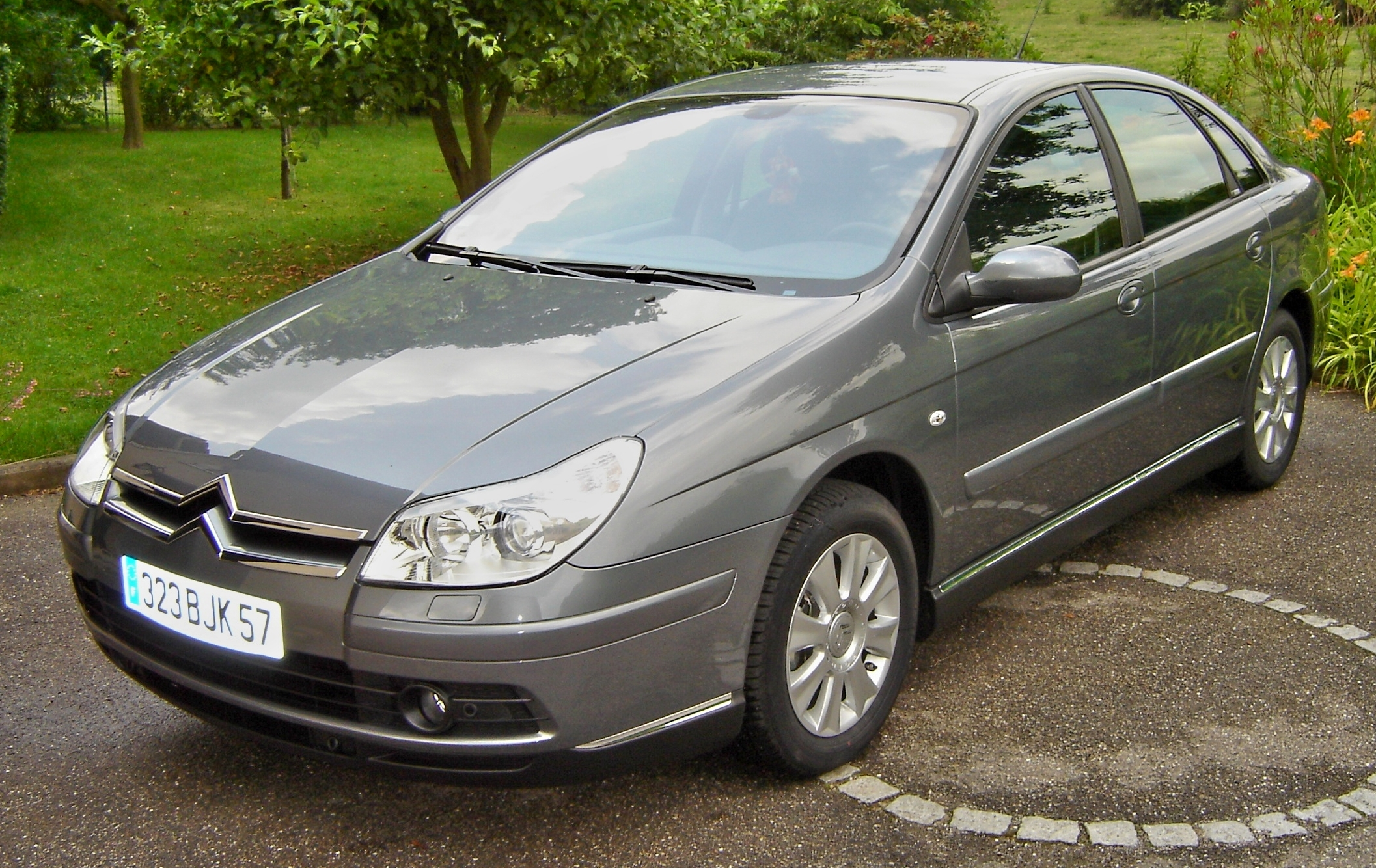
Citroën C5 (2004–2007)

V roce 2004 prošel Citroën C5 významným faceliftem. Změnou prošla přední i zadní část vozu, palubní deska a došlo k prodloužení vozu (liftback: délka z 4618 mm na 4745 mm, šířka z 1770 mm na 1780 mm). Přední světlomety mohly být nově vybaveny natáčecími xenony. Citroën přestal nabízet méně spolehlivý benzínový motor s přímým vstřikováním 2.0 HPi, naproti tomu přibyl motor 1.6 HDi 16V.

### Motorizace
| období                            | 2001–2005             | 2005–2008             | 2000–2004             | 2004–2007                                      | 2000–2003                 | 2000–2004             | 2004–2007                |                |                |                |                |                |                |                |                |
| označení motoru                   | EW7 J4 (6FZ)          | EW7 J4 (6FY)          | EW10 J4 (RFN)         | EW10 A (RFJ)                                   | EW10 D (RLZ)              | ES9 J4S (XFX)         | ES9 J4S (XFX)            |                |                |                |                |                |                |                |                |
| typ motoru                        | R4 16v                | R4 16v                | R4 16v                | R4 16v                                         | R4 16v, přímé vstřikování | V6 24v                | V6 24v                   |                |                |                |                |                |                |                |                |
| vrtání × zdvih                    | 82.7 mm × 81.4 mm     | 82.7 mm × 81.4 mm     | 85.0 mm × 88.0 mm     | 85.0 mm × 88.0 mm                              | 85.0 mm × 88.0 mm         | 87.0 mm × 82.6 mm     | 87.0 mm × 82.6 mm        |                |                |                |                |                |                |                |                |
| zdvihový objem                    | 1749 cm³              | 1749 cm³              | 1997 cm³              | 1997 cm³                                       | 1997 cm³                  | 2946 cm³              | 2946 cm³                 |                |                |                |                |                |                |                |                |
| kompresní poměr                   | 10.8: 1               | 10.8: 1               | 10.8: 1               | 11.0: 1                                        | 11.4: 1                   | 10.9: 1               | 10.9: 1                  |                |                |                |                |                |                |                |                |
| maximální výkon: k (kW) @ rpm     | 115 k (85 kW) @ 5500  | 125 k (92 kW) @ 6000  | 136 k (100 kW) @ 6000 | 140 k (103 kW) @ 6000                          | 140 k (103 kW) @ 6000     | 207 k (152 kW) @ 6000 | 207 k (152 kW) @ 6000    |                |                |                |                |                |                |                |                |
| maximální točivý moment: Nm @ rpm | 160 Nm @ 4000         | 170 Nm @ 3750         | 190 Nm @ 4100         | 200 Nm @ 4000                                  | 192 Nm @ 4000             | 285 Nm @ 3750         | 285 Nm @ 3750            |                |                |                |                |                |                |                |                |
| pohon                             | přední náprava        | přední náprava        | přední náprava        | přední náprava                                 | přední náprava            | přední náprava        | přední náprava           | přední náprava | přední náprava | přední náprava | přední náprava | přední náprava | přední náprava | přední náprava | přední náprava |
| převodovka                        | manuální, 5 rychlostí | manuální, 5 rychlostí | manuální, 5 rychlostí | manuální, 5 rychlostí automatická, 4 rychlosti | manuální, 5 rychlostí     | manuální, 5 rychlostí | automatická, 6 rychlostí |                |                |                |                |                |                |                |                |
| hmotnost                          | 1290 kg               | 1377 kg               | 1318 kg               | 1394 kg                                        | 1325 kg                   | 1480 kg               | 1589 kg                  |                |                |                |                |                |                |                |                |
| zrychlení 0–100 km/h              | 11.1 s                | 10 s                  | 9.8 s                 | 9.1 s                                          | 9.6 s                     | 8.2 s                 | 8.6 s                    |                |                |                |                |                |                |                |                |
| maximální rychlost                | 196 km/h              | 201 km/h              | 208 km/h              | 210 km/h                                       | 210 km/h                  | 240 km/h              | 230 km/h                 |                |                |                |                |                |                |                |                |
| kombinovaná spotřeba (l/100 km)   | 7.7                   | 7.6                   | 8.3                   | 8                                              | 7.5                       | 9.6                   | 10                       |                |                |                |                |                |                |                |                |

| období                            | 2004–2008                                                          | 2000–2004                                                         | 2004–2008                                                          | 2000–2004                                                          | 2006–2007                                                    |                |                |
| označení motoru                   | DV6 TED4 (9HZ/9HY)                                                 | DW10 ATED (RHS)                                                   | DW10 TED4 (RHR)                                                    | DW12 TED4 (4HX)                                                    | DW12 BTED4 (4HT)                                             |                |                |
| typ motoru                        | R4 16v, přímé vstřikování Common Rail, turbodmychadlo, intercooler | R4 8v, přímé vstřikování Common Rail, turbodmychadlo, intercooler | R4 16v, přímé vstřikování Common Rail, turbodmychadlo, intercooler | R4 16v, přímé vstřikování Common Rail, turbodmychadlo, intercooler | R4 16v, přímé vstřikování Common Rail, bi-turbo, intercooler |                |                |
| vrtání × zdvih                    | 75.0 mm × 88.3 mm                                                  | 85.0 mm × 88.0 mm                                                 | 85.0 mm × 88.0 mm                                                  | 85.0 mm × 96.0 mm                                                  | 85.0 mm × 96.0 mm                                            |                |                |
| zdvihový objem                    | 1560 cm³                                                           | 1997 cm³                                                          | 1997 cm³                                                           | 2179 cm³                                                           | 2179 cm³                                                     |                |                |
| kompresní poměr                   | 17.6: 1                                                            | 17.6: 1                                                           | 17.6: 1                                                            | 18.0: 1                                                            | 16.6: 1                                                      |                |                |
| maximální výkon: k (kW) @ rpm     | 109 k (80 kW) @ 4000                                               | 107 k (79 kW) @ 4000                                              | 136 k (100 kW) @ 4000                                              | 133 k (98 kW) @ 4000                                               | 170 k (125 kW) @ 4000                                        |                |                |
| maximální točivý moment: Nm @ rpm | 240 Nm @ 1750                                                      | 250 Nm @ 1750                                                     | 320 Nm @ 2000                                                      | 310 Nm @ 2000                                                      | 370 Nm @ 2000                                                |                |                |
| pohon                             | přední náprava                                                     | přední náprava                                                    | přední náprava                                                     | přední náprava                                                     | přední náprava                                               | přední náprava | přední náprava |
| převodovka                        | manuální, 5 rychlostí                                              | manuální, 5 rychlostí                                             | manuální, 6 rychlostí                                              | manuální, 5 rychlostí / automatická, 4 rychlostí                   | manuální, 6 rychlostí                                        |                |                |
| hmotnost                          | 1424 kg                                                            | 1385 kg                                                           | 1486 kg                                                            | 1485 kg                                                            | 1576 kg                                                      |                |                |
| zrychlení 0–100 km/h              | 11.3 s                                                             | 12.5 s                                                            | 9.8 s                                                              | 10.9 s                                                             | 8.5 s                                                        |                |                |
| maximální rychlost                | 190 km/h                                                           | 192 km/h                                                          | 205 km/h                                                           | 205 km/h                                                           | 222 km/h                                                     |                |                |
| kombinovaná spotřeba (l/100 km)   | 5.4                                                                | 5.6                                                               | 6.0                                                                | 6.4                                                                | 6.1                                                          |                |                |

## Druhá generace (2008–2017)
Citroën představil druhou generaci C5 v říjnu 2007 a prodej začal v roce 2008. Nově byla verze Berline koncipována jako sedan a nižší stupně výbavy byly spojeny s klasickými vinutými pružinami.

### Motorizace
| období                            | 2010–2015                | 2009–2015                                              | 2008–2010             | 2008–2009                                        | 2008–2009                | 2008–2009      |                |                |                |                |                |                |                |                |                |
| označení motoru                   | EP6 C (5FS8)             | EP6 CDT (5FV, 5FN)                                     | EW7 A (6FY)           | EW10 A (RFJ)                                     | ES9 J4S (XFV)            |                |                |                |                |                |                |                |                |                |                |
| typ motoru                        | R4 16v                   | R4 16v, přímé vstřikování, turbodmychadlo, intercooler | R4 16v                | R4 16v                                           | V6 24v                   |                |                |                |                |                |                |                |                |                |                |
| vrtání × zdvih                    | 77.0 mm × 85.8 mm        | 77.0 mm × 85.8 mm                                      | 82.7 mm × 81.4 mm     | 85.0 mm × 88.0 mm                                | 87.0 mm × 82.6 mm        |                |                |                |                |                |                |                |                |                |                |
| zdvihový objem                    | 1598 cm³                 | 1598 cm³                                               | 1749 cm³              | 1997 cm³                                         | 2946 cm³                 |                |                |                |                |                |                |                |                |                |                |
| kompresní poměr                   | 11.0: 1                  | 10.5: 1                                                | 11.0: 1               | 10.8: 1                                          | 10.9: 1                  |                |                |                |                |                |                |                |                |                |                |
| maximální výkon: k (kW) @ rpm     | 120 k (88 kW) @ 6000     | 156 k (115 kW) @ 6000                                  | 125 k (92 kW) @ 6000  | 140 k (103 kW) @ 6000                            | 211 k (155 kW) @ 6000    |                |                |                |                |                |                |                |                |                |                |
| maximální točivý moment: Nm @ rpm | 160 Nm @ 4250            | 240 Nm @ 1400-4000                                     | 170 Nm @ 3750         | 200 Nm @ 4000                                    | 290 Nm @ 3750            |                |                |                |                |                |                |                |                |                |                |
| pohon                             | přední náprava           | přední náprava                                         | přední náprava        | přední náprava                                   | přední náprava           | přední náprava | přední náprava | přední náprava | přední náprava | přední náprava | přední náprava | přední náprava | přední náprava | přední náprava | přední náprava |
| převodovka                        | automatická, 6 rychlostí | manuální, 6 rychlostí / automatická, 6 rychlostí       | manuální, 5 rychlostí | manuální, 5 rychlostí / automatická, 4 rychlosti | automatická, 6 rychlostí |                |                |                |                |                |                |                |                |                |                |
| zrychlení 0–100 km/h              | 12.2 s                   | 9,8 s / 8.6 s                                          | 12.2 s                | 9.7 s / 10.7 s                                   | 10.0 s                   |                |                |                |                |                |                |                |                |                |                |
| maximální rychlost                | 198 km/h                 | 210 km/h                                               | 200 km/h              | 210 km/h                                         | 224 km/h                 |                |                |                |                |                |                |                |                |                |                |
| kombinovaná spotřeba (l/100 km)   | 6.2                      | 6.7                                                    | 7.9                   | 8.4                                              | 10.5                     |                |                |                |                |                |                |                |                |                |                |

| období                            | 2008–2010                                                          | 2010–2012                                                         | 2012–2014                                                         | 2008–2009                                                          | 2008–2015                                                          | 2015–2017                                                          | 2009–2015                                                          | 2015–2017                                                          | 2008–2009                                                   | 2010–2015                                                          | 2008–2009                                                   | 2009–2012                                                   |                |                |                |
| označení motoru                   | DV6 TED4 (9HZ)                                                     | DV6 CTED (9HL)                                                    | DV6 CTED (9HR)                                                    | DW10 BTED4 (RHR)                                                   | DW10 BTED4 (RHF)                                                   | DW10 DTED4 (RHE)                                                   | DW10 CTED4 (RHH)                                                   | -                                                                  | DW12 BTED4 (4HT, 4HP)                                       | DW12 CTED4 (4HL)                                                   | DT17 TED4 (UHZ)                                             | DT20 C (X8Z)                                                |                |                |                |
| typ motoru                        | R4 16v, přímé vstřikování Common Rail, turbodmychadlo, intercooler | R4 8v, přímé vstřikování Common Rail, turbodmychadlo, intercooler | R4 8v, přímé vstřikování Common Rail, turbodmychadlo, intercooler | R4 16v, přímé vstřikování Common Rail, turbodmychadlo, intercooler | R4 16v, přímé vstřikování Common Rail, turbodmychadlo, intercooler | R4 16v, přímé vstřikování Common Rail, turbodmychadlo, intercooler | R4 16v, přímé vstřikování Common Rail, turbodmychadlo, intercooler | R4 16v, přímé vstřikování Common Rail, turbodmychadlo, intercooler | R4 16v, přímé vstřikování Common Rail, biturbo, intercooler | R4 16v, přímé vstřikování Common Rail, turbodmychadlo, intercooler | V6 24v, přímé vstřikování Common Rail, biturbo, intercooler | V6 24v, přímé vstřikování Common Rail, biturbo, intercooler |                |                |                |
| vrtání × zdvih                    | 75.0 mm × 88.3 mm                                                  | 75.0 mm × 88.3 mm                                                 | 75.0 mm × 88.3 mm                                                 | 85.0 mm × 88.0 mm                                                  | 85.0 mm × 88.0 mm                                                  | 85.0 mm × 88.0 mm                                                  | 85.0 mm × 88.0 mm                                                  | 85.0 mm × 88.0 mm                                                  | 85.0 mm × 96.0 mm                                           | 85.0 mm × 96.0 mm                                                  | 81.0 mm × 88.0 mm                                           | 84.0 mm × 90.0 mm                                           |                |                |                |
| zdvihový objem                    | 1560 cm³                                                           | 1560 cm³                                                          | 1560 cm³                                                          | 1997 cm³                                                           | 1997 cm³                                                           | 1997 cm³                                                           | 1997 cm³                                                           | 1997 cm³                                                           | 2179 cm³                                                    | 2179 cm³                                                           | 2720 cm³                                                    | 2993 cm³                                                    |                |                |                |
| kompresní poměr                   | 18.0: 1                                                            | 16.0: 1                                                           | 16.0: 1                                                           | 17.6: 1                                                            | 17.6: 1                                                            | -                                                                  | 16.0: 1                                                            | -                                                                  | 16.6: 1                                                     | 16.6: 1                                                            | 17.3: 1                                                     | 16.1: 1                                                     |                |                |                |
| maximální výkon: k (kW) @ rpm     | 109 k (80 kW) @ 4000                                               | 112 k (82 kW) @ 3600                                              | 114 k (84 kW) @ 3600                                              | 136 k (100 kW) @ 4000                                              | 140 k (103 kW) @ 4000                                              | 150 k (110 kW) @ 4000                                              | 163 k (120 kW) @ 3750                                              | 180 k (133 kW) @ 3750                                              | 170 k (125 kW) @ 4000                                       | 204 k (150 kW) @ 4000                                              | 204 k (150 kW) @ 4000                                       | 240 k (177 kW) @ 3800                                       |                |                |                |
| maximální točivý moment: Nm @ rpm | 260 Nm @ 1750                                                      | 260 Nm @ 1750                                                     | 270 Nm @ 1750                                                     | 320 Nm @ 2000                                                      | 320 Nm @ 2000                                                      | 370 Nm @ 2000                                                      | 340 Nm @ 2000-3000                                                 | 400 Nm @ 2000                                                      | 370 Nm @ 1500                                               | 440 Nm @ 1900                                                      | 440 Nm @ 1900                                               | 450 Nm @ 1600-3600                                          |                |                |                |
| pohon                             | přední náprava                                                     | přední náprava                                                    | přední náprava                                                    | přední náprava                                                     | přední náprava                                                     | přední náprava                                                     | přední náprava                                                     | přední náprava                                                     | přední náprava                                              | přední náprava                                                     | přední náprava                                              | přední náprava                                              | přední náprava | přední náprava | přední náprava |
| převodovka                        | manuální, 5 rychlostí / automatická, 6 rychlostí                   | manuální, 5 rychlostí / automatická, 6 rychlostí                  | manuální, 5 rychlostí / automatická, 6 rychlostí                  | manuální, 6 rychlostí / automatická, 6 rychlostí                   | manuální, 6 rychlostí                                              | manuální, 6 rychlostí                                              | manuální, 6 rychlostí / automatická, 6 rychlostí                   | automatická, 6 rychlostí                                           | automatická, 6 rychlostí                                    | automatická, 6 rychlostí                                           | automatická, 6 rychlostí                                    | automatická, 6 rychlostí                                    |                |                |                |
| zrychlení 0–100 km/h              | 13.5 s                                                             | 11.6 s                                                            | 11.6 s                                                            | 11.6 s                                                             | 10.6 s                                                             | 10.2 s                                                             | 9.1 s                                                              | 9.4 s                                                              | 10.0 s                                                      | 8.3 s                                                              | 8.9 s                                                       | 7.9 s                                                       |                |                |                |
| maximální rychlost                | 189 km/h                                                           | 190 km/h                                                          | 190 km/h                                                          | 204 km/h                                                           | 205 km/h                                                           | 214 km/h                                                           | 210 km/h                                                           | 222 km/h                                                           | 219 km/h                                                    | 230 km/h                                                           | 224 km/h                                                    | 243 km/h                                                    |                |                |                |
| kombinovaná spotřeba (l/100 km)   | 5.6                                                                | 6.0                                                               | 5.7                                                               | 6.0                                                                | 6.3                                                                | 4.2                                                                | 6.4                                                                | 4.4                                                                | 6.5                                                         | 5.9                                                                | 8.5                                                         | 7.2                                                         |                |                |                |

## Třetí generace (2021–)
Citroën C5 X kombinuje prvky sedanu, kombi a SUV. Byl představený 12. dubna 2021, výroba probíhá v Číně (ve městě Čcheng-tu). Automobil je nabízený ve čtyř výbavových stupních (Feel, Feel Pack, Shine, Shine Pack) a ve třech motorizacích spojených s automatickou převodovkou: 1.2 PureTech 130, 1.6 PureTech 180, Plug-in Hybrid 225 ë-EAT8.